# ۲۹ مارس
۲۹ مارس هشتاد و هشتمین (در سال‌های کبیسه هشتاد و نهمین) روز سال در گاه‌شماری میلادی است. ۲۷۷ روز تا پایان سال باقی‌است.

## رویدادها
- ۱۹۳۶ - انتخابات پارلمانی و همه‌پرسی تأیید ورود نظامیان آلمانی به منطقه غیرنظامی‌شده راینلند
- ۱۹۷۳ - جنگ ویتنام: آخرین سرباز رزمی آمریکایی از ویتنام جنوبی خارج شد.
- ۱۹۷۶ - رژیم دیکتاتوری نظامی ژنرال خورخه ویدلا در آرژانتین به قدرت رسید.
- ۲۰۰۶ - اسماعیل هنیه به نخست‌وزیری دولت خودگردان فلسطین برگزیده شد.
- ۲۰۰۸ - انتخابات ریاست جمهوری در زیمبابوه برگزار شد که در آن رابرت موگابه با کسب ۸۵٫۵ درصد آرا برای چهارمین بار متوالی به پیروزی رسید.
- ۲۰۱۰ - در اثر دو حمله انتحاری به خطوط متروی مسکو، پایتخت روسیه ۴۰ نفر کشته شدند.
- ۲۰۱۳ - در اثر فرو ریختن ساختمان ۱۶ طبقه مسکونی بر روی یک مسجد در مجاورت آن در دارالسلام، پایتخت تانزانیا ۳۶ نفر کشته شدند.
- ۲۰۱۴ - نخستین ازدواج همجنسگرایانه در انگلستان و ولز صورت گرفت.
- 2017 - برکسیت - ماده 50 بیرون رفتن بریتانیا از اتحادیه اروپا[۱]

## زادروزها
- ۱۷۹۰ – جان تایلر، دهمین رئیس‌جمهور ایالات متحده
- ۱۹۹۷ – برام ولتن، دوچرخه‌سوار اهل هلند
- ۱۹۷۳-برندی لاو

## درگذشت‌ها
- ۲۰۲۰ – سلیمان الیاسین، بازیگر کویتی.[۲]

## مناسبت‌ها
- روز نمایش مصائب
- روز جوان در کشور جمهوری چین به مناسبت سالگرد قیام علیه دودمان چینگ در سرزمین اصلی چین در سال ۱۹۱۱
- روز شهدا در کشور ماداگاسکار به مناسبت سالگرد قیام سال ۱۹۴۷ علیه استعمارگران فرانسوی